# یواس‌اس ایتریگو (ای‌ام-۲۵۳)
یواس‌اس ایتریگو (ای‌ام-۲۵۳) (به انگلیسی: USS Intrigue (AM-253)) یک کشتی بود که طول آن ۱۸۴ فوت ۶ اینچ (۵۶٫۲۴ متر) بود. این کشتی در سال ۱۹۴۴ ساخته شد.